# Мића Милошевић
Миливоје Мића Милошевић (Пожаревац, 25. октобар 1930 — Београд, 16. новембар 2020) био је српски редитељ и сценариста документарних и играних филмова.

## Биографија
Милошевић је завршио историју уметности, иако није студирао режију, режирао је неке од најгледанијих филмова, који су још увек популарни, као што су: Лаф у срцу, Тесна кожа и Није него.
Режирао је углавном документарне филмове за које је освојио више домаћих и међународних награда. Док су његова два документарна дугометражна филма Жуљ и Де Јонгови били југословенски кандидати за Оскара и били на редовном биоскопском репертоару.

## Филмографија

### Режија
| Год.  | Назив                                              | Жанр         | Награда |
| ----- | -------------------------------------------------- | ------------ | ------- |
| 1963. | Церар                                              | документарни |         |
| 1964. | Без муке нема науке                                | документарни |         |
| 1965. | Савременици - Југословенско сликарство             | документарни |         |
| 1966. | Хокеј                                              | документарни |         |
| 1966. | Погано корење                                      | документарни |         |
| 1966. | Регата                                             | документарни |         |
| 1968. | Клизачи                                            | документарни |         |
| 1969. | За и против за                                     | документарни |         |
| 1970. | Ринг                                               | документарни |         |
| 1971. | Фест 71                                            | документарни |         |
| 1971. | Цавалкада                                          | документарни |         |
| 1971. | Осам хиљада година уметности на југословенском тлу | документарни |         |
| 1973. | Рат и мир                                          | документарни |         |
| 1973. | М. Парлов - Југ                                    | документарни |         |
| 1974. | Кров над главом                                    | документарни |         |
| 1975. | Азбука занимања                                    | ТВ серија    |         |
| 1975. | Повратак у кутузеро                                | документарни |         |
| 1975. | Де Јонгови                                         | документарни |         |
| 1978. | Није него                                          | комедија     |         |
| 1978. | Бијело дугме                                       | документарни |         |
| 1979. | Другарчине                                         | комедија     |         |
| 1981. | Лаф у срцу                                         | комедија     |         |
| 1981. | Берлин капут                                       | комедија     |         |
| 1982. | Тесна кожа                                         | комедија     |         |
| 1984. | Мољац                                              | комедија     |         |
| 1984. | Нема проблема                                      | комедија     |         |
| 1988. | Жуљ                                                | документарни |         |
| 1990. | Ах тај ФЕСТ (20 година ФЕСТ-а)                     | документарни |         |
| 1991. | Цар угаљ-Колубара-Царица земља                     | документарни |         |
| 2000. | Луђе од луђег                                      | комедија     |         |
| 2001. | Бар - Београд виа Пекинг                           | комедија     |         |
| 2005. | У ординацији                                       | комедија     |         |
| 2006. | Тито: Црвено и црно                                | документарни |         |

### Сценарио
| Година | Назив                          |
| ------ | ------------------------------ |
| 1963.  | Церар                          |
| 1964.  | Без муке нема науке            |
| 1966.  | Погано корење                  |
| 1966.  | Регата                         |
| 1968.  | Клизачи                        |
| 1969.  | За и против за                 |
| 1970.  | Срце                           |
| 1970.  | Ринг                           |
| 1971.  | Фест 71                        |
| 1971.  | Цавалкада                      |
| 1973.  | Рат и мир                      |
| 1973.  | М. Парлов - Југ                |
| 1974.  | Кров над главом                |
| 1975.  | Азбука занимања                |
| 1975.  | Повратак у кутузеро            |
| 1975.  | Де Јонгови                     |
| 1978.  | Није него                      |
| 1981.  | Берлин капут                   |
| 1988.  | Жуљ                            |
| 1990.  | Ах тај ФЕСТ (20 година ФЕСТ-а) |
| 1991.  | Цар угаљ-Колубара-Царица земља |
| 2000.  | Луђе од луђег                  |
| 2001.  | Бар - Београд виа Пекинг       |
| 2006.  | Тито: Црвено и црно            |